# Зведена стрілецька бригада Повітряних Сил (Україна)
Зведена стрілецька бригада Повітряних Сил — підрозділ, сформований на базі зведеного загону «Дика качка», створеного ще у 2014 році. Бригада сформована у структурі Повітряних Сил України, переважно з військовослужбовців охоронних батальйонів.
Особовий склад загону Дика качка налічував 200 військовослужбовців, третина з яких — офіцери під час війни на Донбасі. 
Загін брав участь у боях за донецький аеропорт.

## Історія
Формування зведеного загону з військовослужбовців частин ПС ЗС України розпочалося 15 вересня 2014 (відповідно до наказу командувача Повітряних сил України генерал-полковника Юрія Байдака від 12 вересня 2014 року) в м. Васильків Київської області. Командиром зведеного загону було призначено полковника Богдана Бондаря, заступником командира — полковник Миколу Левицького, начальником штабу — офіцера однієї з військових частин Вінницького гарнізону підполковника Олександра Березіна (надалі — полковник, командир 137-го об'єднаного центру МТЗ).
Спецпідрозділ мав зайняти позиції на опорному пункті «Зеніт», що знаходився неподалік від вентиляційного ствола шахти Бутівка, прикриваючи північні підступи до донецького аеропорту.
До району проведення АТО загін прибув 27 вересня 2014 року та розташувався на околиці с. Тоненьке. 29 вересня 2014 року, о 04:25, загін був обстріляний вогнем ворожих БМ-21 «Град». В результаті обстрілу були повністю знищені два автомобілі з продуктами та речами. На позицію «Зеніт» загін прийшов 30 вересня у супроводі танків та БТРів 93 ОМБр.
Загін прикривав підступи до Донецького аеропорту (ДАП). Перша ротація тривала 45 діб протягом жовтня-листопада 2014 року. Командир загону полковник Бондар стверджував, що за цей час їх не обстрілювали тільки один день — 2 листопада.
22 січня 2015 року, о 10-й ранку, до ДАП рушила колона техніки терористів — батальйонно-тактична група так званої 1-ї слов'янської бригади «ДНР», підкріплена 10-ма танками Т-72 та протитанковою батареєю МТ-12 — рухалися з українськими розпізнавальними тактичними знаками. На спостережному пункті «Зеніту» знаходився старший солдат Ігор Ємельянов, який розпізнав підступний хід. Полковник Олександр Турінський («Граф») віддав наказ вести вогонь зі всіх стволів, протягом 10 годин щільного вогню перша колона терористів була відкинута, по тому відійшла і друга колона. Вранці вояки зібрали поранених терористів на полі бою, котрі своїм виявилися непотрібними, годували їх з того ж посуду, з якого й самі харчувалися, згодом передали поранених СБУ. В ході бою було знищено понад 50 бойовиків, взято в полон 7 терористів, захоплено 2 БТР-80, 4 МТ-12 (одна одиниця в справному стані, була встановлена на позиції «Зеніт» та вела обстріл промзони Спартака). В бою на сусідніх постах загинули майор Петренко Василь («Моцарт», 160 ЗРБр) і солдат Попович Денис («Денді», 40 БрТА). В тому бою Ігор Ємельянов особисто знищив із РПГ сім БМП та БТР, 2 автомобілі «Урал», завдав значних втрат у живій силі терористам, з 23 пострілів — 21 влучив у ціль.[джерело?]
В період з 25 вересня 2014 року по 28 вересня 2015 року було проведено сім ротацій.[джерело?]

## Після російського вторгнення 2022 року
26 червня 2023 року командувач Повітряних сил ЗСУ повідомив, що колишній зведений загін "Дика качка" в лютому 2023 року перетворено на стрілецьку бригаду, за героїзм під час наступу на Донеччині 16 військовослужбовців бригади представлені до державних нагород.

## Командування
- 1 ротація — командир полковник Богдан Бондар, начальник штабу Олександр Березін[джерело?]
- 5 ротація — командир полковник В'ячеслав Хлоп'ячий[11], начальник штабу Костянтин Герасімов[джерело?]
- 6 ротація — командир полковник Ігор Левчук, начальник штабу підполковник Віктор Місюра[джерело?]
- 7 ротація — командир полковник «Тайга», начальник штабу полковник Ігор Чікін[джерело?]

## Втрати
| Прізвище, ім'я, по батькові    | Військове звання | Дата загибелі   | Місце загибелі             | Військова частина    | Опис |
| ------------------------------ | ---------------- | --------------- | -------------------------- | -------------------- | ---- |
| Костишин Ярослав Мирославович  | майор            | 24 жовтня 2014  | Авдіївка                   | 649 ас РОБ           |      |
| Петренко Василь Васильович     | підполковник     | 22 січня 2015   | опорний пункт «Зеніт»      | 160 ЗРБр             |      |
| Попович Денис Григорович       | солдат           | 22 січня 2015   | опорний пункт «Зеніт»      | 40 БрТА              |      |
| Савіцький Юрій Миколайович     | солдат           | 23 березня 2015 | Авдіївка                   | 11 ЗРП               |      |
| Вовченко Олексій Анатолійович  | солдат           | 13 квітня 2015  | Авдіївка                   | 40 БрТА              |      |
| Гура Дмитро Іванович           | солдат           | 13 квітня 2015  | Авдіївка                   | 40 БрТА              |      |
| Путаненко Василь Миколайович   | сержант          | 13 квітня 2015  | Авдіївка                   | 40 БрТА              |      |
| Тищенко Олександр Миколайович  | солдат           | 13 квітня 2015  | Авдіївка                   | 40 БрТА              |      |
| Гончаренко Богдан Анатолійович | молодший сержант | 13 квітня 2015  | Авдіївка                   | 25 БрТрА             |      |
| Дмитрієнко Юрій Олександрович  | солдат           | 23 жовтня 2023  | Кринки Херсонської області | 88 окремий батальйон |      |

## Цікаві факти
- Емблема загону зустрічалася на позиціях українських військ під Лисичим.[12]
- Західноукраїнський діалект і знання польської окремими бійцями загону сформували в терористів ДНР стале уявлення про наявність в аеропорту «польського спецназу».[джерело?] Військовики загону жартома цьому сприяли.